# Чутовка (река)
Чутовка — река на Украине, в пределах Валковского района Харьковской области и Чутовского района Полтавской области. Левый приток реки Коломак (бассейн Днепра).

## Описание
Длина реки 14 км (в пределах Полтавской области). Долина трапециевидная, неглубокая. Русло слабоизвилистое, в верхнем течении часто пересыхает. Построено несколько прудов.

## Расположение
Чутовка берёт начало в селе Александровке. Сначала течёт на юго-запад, в среднем течении — на запад, в низовьях — на северо-запад. Бросается к Коломаку у западной окраине пгт Чутово.
На берегу Чутовка расположен пгт Чутово и несколько сёл.